# Petras Vaitiekūnas
Petras Vaitiekūnas (ur. 26 marca 1953 w Ludwinowie w rejonie mariampolskim) – litewski polityk, dyplomata, fizyk, od 2006 do 2008 minister spraw zagranicznych w rządzie Gediminasa Kirkilasa, od 2010 do 2014 ambasador na Ukrainie.

## Życiorys
W 1976 ukończył studia w zakresie fizyki na Uniwersytecie Wileńskim. W latach 1976–1990 był pracownikiem naukowym w instytucie fizyki Litewskiej Akademii Nauk, gdzie w 1983 uzyskał stopień doktora. W 1994 odbył staż w kolegium studiów strategicznych w Europejskim Centrum Studiów nad Bezpieczeństwem im. George'a C. Marshalla w Niemczech.
W latach 1990–1992 był deputowanym Rady Najwyższej Litewskiej SRR. Należał do sygnatariuszy uchwalonego 11 marca 1990 Aktu Przywrócenia Państwa Litewskiego. Należał do Litewskiej Partii Demokratycznej, którą opuścił, popierając działalność premier Kazimiry Prunskienė.
W latach 1992–1998 był doradcą ds. polityki zagranicznej Algirdasa Brazauskasa (jako przewodniczącego Sejmu do 1993, a następnie jako prezydenta Litwy). W 1998 kierował Wydziałem Europy Środkowej w Ministerstwie Spraw Zagranicznych, a w latach 1998–1999 zajmował stanowisko doradcy ministra. Przez kolejne pięć lat pełnił funkcję ambasadora na Łotwie. Po powrocie do kraju w 2004 został doradcą prezydenta ds. polityki zagranicznej, a następnie ambasadorem pełnomocnym w Departamencie Analiz i Planowania Polityki Zagranicznej w Ministerstwie Spraw Zagranicznych. W latach 2005–2006 był ambasadorem na Białorusi.
18 lipca 2006 został powołany na stanowisko ministra spraw zagranicznych z rekomendacji Litewskiego Ludowego Związku Chłopskiego. W wyborach parlamentarnych w 2008 bez powodzenia ubiegał się o mandat poselski z ramienia tej partii. 9 grudnia tego roku zakończył urzędowanie na stanowisku ministra.
Przez rok pełnił funkcję doradcy przewodniczącego Sejmu do spraw zagranicznych. W styczniu 2010 przystąpił do wykonywania obowiązków ambasadora na Ukrainie. Pełnił tę funkcję do 2014.

## Odznaczenia
- Wielki Krzyż Komandorski Orderu „Za Zasługi dla Litwy” – 2015[2]
- Krzyż Komandorski Orderu „Za Zasługi dla Litwy” – 2003[2]
- Medal Niepodległości Litwy – 2000[2]
- Medal Rady Bałtyckiej – 2005[3]
- Krzyż Komandorski Orderu Zasługi RP – Polska, 2009[4]
- Krzyż Kawalerski Orderu Zasługi RP – Polska, 1997[5]
- Order Zwycięstwa Świętego Jerzego – Gruzja, 2009[6]